# Oxyopes ramosus
Oxyopes ramosusは、クモ目ササグモ科ササグモ属に分類されるクモである。
1778年にフリードリヒ・ハインリッヒ・ヴィルヘルム・マルティーニとヨハン・アウグスト・エフライム・ゲーゼにより発表された。

## 分布

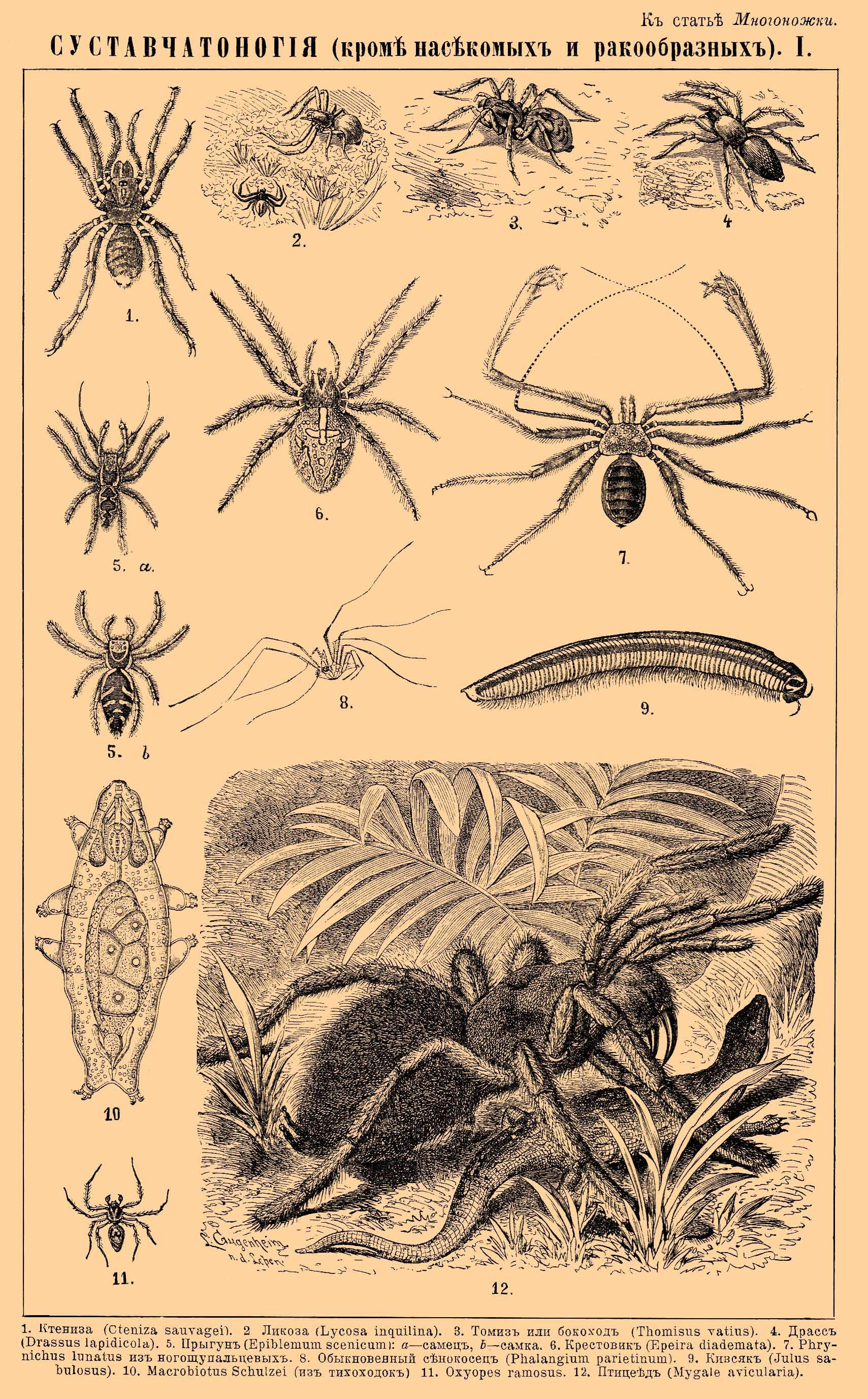
『ブロックハウス・エフロン百科事典』に記載されている挿絵。11番が本種。

ヨーロッパ、アナトリア半島、コーカサス、ロシア、カザフスタン、朝鮮半島と広い地域に分布している。またその中でも暖かく日当たりの良い環境で、湿原、針葉樹林、カルストなどに生息している。

## 特徴
赤褐色、暗褐色をしており、左右対称に白の模様がついている。頭胸部には真ん中で区切るように白い線がある。オスは6mm程度、メスは6-10mm程度。